# Koljani
Koljani (cyr. Кољани) – wieś w Bośni i Hercegowinie, w Republice Serbskiej, w gminie Laktaši. W 2013 roku liczyła 121 mieszkańców.